# Subanguina radicicola
A anguílula (Subanguina radicicola) é um nemátodo patogénico das plantas.